# Bauler (Eifelkreis Bitburg-Prüm)
Bauler település Németországban, Rajna-vidék-Pfalz tartományban. Lakosainak száma 82 fő (2023. december 31.).

## Népesség
A település népességének változása:
| Lakosok száma | 132  | 69   | 70   | 77   | 76   | 82   |
|               | 1975 | 2017 | 2019 | 2021 | 2022 | 2023 |